# Копалнік-Менештур
Копалнік-Менештур (рум. Copalnic-Mănăștur) — село у повіті Марамуреш в Румунії. Адміністративний центр комуни Копалнік-Менештур.
Село розташоване на відстані 389 км на північний захід від Бухареста, 18 км на південь від Бая-Маре, 81 км на північ від Клуж-Напоки.

## Населення
За даними перепису населення 2002 року у селі проживали 870 осіб.
Національний склад населення села:
| Національність | Кількість осіб | Відсоток |
| -------------- | -------------- | -------- |
| румуни         | 773            | 88,9%    |
| цигани         | 83             | 9,5%     |
| угорці         | 12             | 1,4%     |

Рідною мовою назвали:
| Мова      | Кількість осіб | Відсоток |
| --------- | -------------- | -------- |
| румунська | 850            | 97,7%    |
| угорська  | 10             | 1,1%     |
| циганська | 10             | 1,1%     |